# 木原塁
木原 塁（きはら るい、1975年11月3日 - ）は、日本の作曲家、編曲家、バンドリーダー。

## 経歴
東京都出身。洗足学園短期大学音楽科卒業。 
管楽器専攻およびジャズ専攻にて、トランペットを富田悌二、原朋直の各氏に師事。在学中より演奏・指導などの研鑽を積み、2000年よりアレンジャーとしての活動を開始。
吹奏楽・管弦楽・ビッグバンドなどアコースティックな大編成での編曲・オーケストレーション・楽譜制作を中心に、指揮や後進の指導のほか、主宰する音楽制作グループ『WdField’s Music Lab.』によるイベント企画などの活動も並行しておこなう。 
吹奏楽の分野においては編曲作品を日本国外でも多数発表するなど活動の場を世界に拡げており、第９回臺灣國際音樂節（2016年/指揮）、香港国際バンドフェア2017（2017年/指揮・コンペティション審査員、マスタークラス講師）、2018中原首届青少年芸術祭/河南青少年新年音楽会（2018年/指揮）にそれぞれ出演。 
近年では、音羽ゆりかご会85周年記念盤『ゆりかごの歌』（2018）、世界最大級のゲーム音楽イベント『東京ゲームタクト』（2018/2019）への作品提供や、自身のラージ・アンサンブル"Superb Hop Band"を結成してのライブを開催するなど、国内での演奏活動も積極的に展開。2022年4月からは、洗足学園音楽大学音楽・音響デザインコースにて教鞭をとる。
マンハッタン・ジャズ・クインテット / オーケストラのリーダーでもある、グラミー賞作家デヴィッド・マシューズとは親交があり、作品と制作に対しての姿勢を高く評価されている。
現在は作・編曲だけでなく、指揮・指導や自身の演奏活動もおこなうほか、愛好家とも積極的に交流をおこなっており、特にインターネット・サブカルチャー方面での交友関係は広く、Twitter発の吹奏楽団や、ニコニコ動画公式イベント・ニコニコ超パーティーに『超ニコニコ管弦楽団』にトランペットで参加するなどの活動も展開している。  
日本音楽家ユニオン会員。WdField’s Music Lab.代表、Superb Hop Bandリーダー/音楽監督。洗足学園音楽大学音楽・音響デザインコース非常勤講師。

## 主な作品提供および共演アーティスト・団体
THE WIND WAVE、東京佼成ウインドオーケストラ、シエナ・ウィンド・オーケストラ、東京ウィンドヒーローズ、中西圭三、小江戸ウインドアンサンブル、せらみかる、おぬきのりこ、音羽ゆりかご会、伊東歌詞太郎、gero、ぐるたみん、木梨憲武他

## 主な作品
主な作品は次の通りである。

### 吹奏楽編曲
- 恋はあせらず
- ランド・オブ・メイク・ビリーブ
- 西部警察「ワンダフル・ガイズ」
- ビバ!ジャイアンツ<ブラスバンドver.>（2009読売ジャイアンツ応援歌集収録）
- 女々しくて
- K-POPメドレー
- ビリー・ジーン
- 五月天組曲
- 『名探偵コナン』メインテーマ
- ストライク・アップ・ザ・バンド（小江戸ウィンドアンサンブル 委嘱作品）
- ボサノヴァ・メドレー（小江戸ウィンドアンサンブル 委嘱作品）
- ペガサス幻想
- TAKIOのソーラン節
- アップタウン・ファンク
- 『ロックマン2』メドレー（東京ゲームタクト2018 提供）
- 『ストリートファイターII』メドレー（東京ゲームタクト2018 提供）
- 『超魔界村』メドレー（東京ゲームタクト2019 提供）
- 『真・三國無双2』よりAREMA（東京ゲームタクト2019 提供）
- Laughing Days（TBSラジオ『土曜朝6時 木梨の会。』/GYAO!『土曜朝6時 木梨の会。|木梨の貝。』リスナー・視聴者企画用編曲）
- 夢の先へ～Next Dream～（TBSラジオ『土曜朝6時 木梨の会。』/GYAO!『木梨の貝。』・TBSラジオEXPO木梨憲武ライブ用編曲）
- 時には昔の話を（どんぐりの吹奏楽団　委嘱作品）
- 帰らざる日々（どんぐりの吹奏楽団　委嘱作品）

### ビッグバンド編曲
- スリー・ビューズ・ア・シークレット（国立音楽大学ニュー・タイド・ジャズ・オーケストラ 委嘱作品）

### その他ジャズバンド編曲
- スペイン（THE WIND WAVE）
- キャラバンの到着（THE WIND WAVE）
- ペガサス幻想（Superb Hop Band）
- Z・刻を越えて（Superb Hop Band）
- ブルーウォーター（Superb Hop Band）
- めざせポケモンマスター（Superb Hop Band）
- TANK!（Superb Hop Band）

### 管弦楽編曲
- モンスターゲートBGM（KONAMIアカデミーアワード2002 提供）
- 『一血卍傑』より（東京ゲームタクト2018 提供）
- 『タクティクスオウガ 運命の輪』より（東京ゲームタクト2019 提供）

### その他 編曲提供作品
- 湘南シーレックス（現・横浜DeNAベイスターズ2軍）ファン感謝イベント用音楽（編曲 / トラック制作）
- えがお社歌（合唱・伴奏編曲 / トラック制作）
- ヤマハミュージックジャパン楽器体験イベントTOUCH&TRY（編曲・楽譜制作 / 制作統括）